# Fleggaard Holding
Fleggaard Holding A/S er moderselskabet for Fleggaard koncernens virksomheder. Fleggaard koncernen er en af Danmarks største familieejede koncerner med en årlig omsætning på over 6 mia. DKK og ca. 1.700 medarbejdere. Fleggaard koncernen har gennem sine datterselskaber spredt sine aktiviteter på forskellige brancher med afsætning til forskellige målgrupper og markeder. De mange aktiviteter og forretningsområder er koncentreret omkring de tre strategiske hovedområder detailhandel, grossisthandel og leasing. Dertil kommer en række øvrige aktiviteter indenfor hotel- og restaurationsdrift samt onlinehandel.
Fleggaard Holding A/S har følgende datterselskaber:
- Fleggaard
- Calle
- Dangaard
- Click Entertainment
- Calgros
- Famobra
- ASWO
- Fleggaard Leasing
- Fleggaard Auto
- Fakkelgaarden
- Petimo